# Emma Liébel
 (novembre 2009).
Si vous disposez d'ouvrages ou d'articles de référence ou si vous connaissez des sites web de qualité traitant du thème abordé ici, merci de compléter l'article en donnant les références utiles à sa vérifiabilité et en les liant à la section « Notes et références ».
Aimée Médebielle, dite Emma Liébel, née  à Pau le 13 septembre 1873 et décédée à Boeil-Bezing près de Pau le 30 janvier 1928, est une chanteuse française, pionnière de la chanson réaliste.

## Biographie
Aimée Médebielle est la fille de Pierre Médebielle, charpentier.
Elle débute sous le nom d’Emma Liebel à Toulouse vers 1900, où elle apparaît sous ce nom sur un programme des Nouveautés. Dès 1910, elle chante à Paris à l’Étoile-Palace puis, de 1912 à 1914, elle est à l'affiche de Pacra, de Chansonia etc. Elle enregistre ses premiers disques vers 1910. On[Qui ?] comptera 200 disques 78 tours à son actif.
En 1912, elle se produit notamment plusieurs semaines au Kursaal Music Hall à Alger où elle est très appréciée. Elle y chante notamment son grand succès Bonsoir m'amour signé Charles Sablon qui deviendra une des chansons préférées[réf. nécessaire] des poilus.
C'est sur son air qu'un anonyme écrira la très anti-militariste Chanson de Craonne.
Après la guerre de 1914-1918, elle créera la chanson Les Goélands de Lucien Boyer. Elle l'enregistre dès 1917, bien avant la grande Damia.
En 1919, elle sera aux côtés d'une jeune débutante : Lucienne Boyer au Zénith.
Sacrée « reine de la chanson réaliste"[réf. nécessaire] dès 1920, elle enchaînera les tournées et les salles prestigieuses de l'époque : l'Européen en 1924 aux côtés de Pierre Dac, l'Eldorado, etc. Elle crée la mélodie de Les Nuits (paroles Denyse Luciani, musique E. Cloerec-Maupas) et une affiche montre que se trouve dans les chœurs Line Marsa, la mère d'Édith Piaf.
Ses succès discographiques lui valent le surnom de Reine du phono. Sa popularité est telle qu'en 1925, elle reste trois mois d’affilée à l’Européen. C’est sa dernière apparition en public à Paris.
À chaque époque ses épidémies, entre les deux guerres, la tuberculose faisait des ravages. Minée par la phtisie, Emma Liebel rentre au pays en 1926, y achète un terrain où elle fait bâtir un café-cabaret dont elle anime les soirées.
Son décès est annoncé le 1er février 1928 dans La Dépêche, qui la décrit comme "une chanteuse aimée et bien connue du public populaire" dont la spécialité était "des chansons réalistes gaies ou tristes, qu'elle interprétait avec un réel talent".

## Œuvres
- Bonsoir m'amour (1911), paroles de Raoul Le Peltier et musique d'Adelmar Sablon[4]
- Les Goélands (1913), Lucien Boyer
- La Coco (1916), Edmond Bouchaud and Gaston Ouvrard
- Du gris (1920), Ernest Dumont and Ferdinand-Louis Bénech
- La Violetera (1920), Eduardo Montesinos and José Padilla
- Autour des usines (1922), paroles d'Ernest Dumont, musique de Ferdinand-Louis Bénech,
- Ma chanson (1923), Roland Gaël, musique de René de Buxeuil
- Pars (1924), Jean Lenoir
- Valencia (1926), J.A. de la Prada (adaptée par Lucien Boyer et Jacques-Charles), musique de José Padilla
- Il m'a vue nue (1926), paroles de Rip, musique de Fred Pearly et Pierre Chagnon
- Mon Paris (1925), Lucien Boyer, Jean Boyer and Vincent Scotto

## Hommage
Une composition lui rend hommage : Ames désolées de Mario Cazes, accompagné d'un poème de Senga.